# مادونا ديل براتو (بيليني)
مادونا ديل براتو هي لوحة زيتية للفنان الإيطالي جوفاني بيليني رسمها في 1505.